# Eternally Yours
Eternally Yours är det andra albumet av den australiska gruppen The Saints. Det släpptes 1978.

## Låtlista
Samtliga låtar skrivna av Ed Kuepper och Chris Bailey, om annat inte anges.
1. "Know Your Product" - 3:15
2. "Lost and Found" - 3:48
3. "Memories Are Made of This" (Ed Kuepper) - 2:19
4. "Private Affair" - 2:05
5. "A Minor Aversion" - 3:07
6. "No, Your Product" - 4:05
7. "This Perfect Day" - 2:30
8. "Run Down" - 2:31
9. "Orstralia" (Ed Kuepper) - 2:24
10. "New Centre of the Universe" - 2:20
11. "Untitled" - 2:46
12. "(I'm) Misunderstood" - 2:49
13. "International Robots" - 2:00
14. "Do the Robot" - 2:42

## Medlemmar
- Chris Bailey - sång, komposition, producent
- Ed Kuepper- gitarr, komposition, producent
- Ivor Hay - trummor
- Algy Ward - bas